# Michel Mitton
Pour les articles homonymes, voir Mitton.
Michel Mitton, né le 23 août 1864 à Moulins et mort le 9 avril 1954 à Fontainebleau, est un architecte français établi à Moulins. Il a conçu plusieurs églises construites dans le diocèse de Moulins et les diocèses voisins, ainsi que de nombreuses maisons et hôtels particuliers.

## Biographie
Michel Mitton appartient à une famille de constructeurs et d'architectes. Il est ingénieur de l'École centrale de Paris (Promotion 1886). Il s'installe à Moulins en 1887. Il épouse en 1888 Marie-Louise Barnier, la fille d'Amable Barnier, architecte à Moulins et descendant de Mantin, maître maçon qui construisit la porte de Paris (1764) et le portail du collège de Moulins.
Il est le père de François Mitton, ingénieur de l'École centrale de Paris (promotion de 1922), et Adrien Mitton, ancien élève de l'École des Beaux-Arts de Paris, tous deux architectes à Moulins.
Au début de sa carrière, il collabore beaucoup avec son beau-père, comme pour la chapelle de la Visitation et l'église Saint-Joseph de Clermont-Ferrand. À la fin de sa carrière, il partage son cabinet avec ses deux fils.
Les archives des cabinets d'architectes Barnier et Mitton sont déposées aux Archives départementales de l'Allier.

## Œuvres
- Clocher de l'église Saint-Pierre de Moulins.
- Chapelle de la Visitation de Moulins.
- Pensionnat Saint-Gilles à Moulins.
- Façade de l'église Saint-Joseph de Clermont-Ferrand (1897-)[2].
- Église Saint-Michel d'Avermes. Michel Mitton ajoute en 1898 deux chapelles latérales à l'église construite par Louis Desrosiers.
- Église Saint-Didier de Saint-Didier-la-Forêt (Allier)[3]. Style néo-roman (1900).
- Église Saint-Côme-et-Saint-Damien de La Chapelle (Allier). Style néo-roman (1905).
- Hall de l'Agriculture, à Moulins, aujourd'hui détruit (1901)[4].
- Notre-Dame de l’Assomption et de la Recouvrance, à Villeneuve-sur-Allier (1903-1905).
- Restauration et restructuration de l'église Saint-Georges de Chassenard[5].
- Ancienne église Saint-Blaise du Breuil (Allier), aujourd'hui détruite (1910-1911).
- Chapelle du pensionnat Godefroy-de-Bouillon à Clermont-Ferrand, avec Adrien Mitton (1935-1941). Labellisée « Patrimoine du XXe siècle » en 2015.